# Sangue e cenere
Sangue e cenere è il 12º album della band rock italiana dei Gang, pubblicato nel 2015, il primo completamente di inediti dopo 15 anni da Controverso (2000).
Il disco è stato completamente autofinanziato attraverso il crowdfunding, riuscendo ad ottenere il 917% della somma richiesta. Per questo album, si presentano con una band completamente rinnovata.
Il disco è stato prodotto artisticamente da Jono Manson e una parte delle registrazioni si è svolta negli Stati Uniti d'America, senza però che Sandro e Marino si spostassero. L'altra parte delle registrazioni è stata fatta in Italia al Drum Code Studio di Sesta Godano (Liguria).

## Tracce
1. Sangue e cenere
2. Non finisce qui
3. Alle barricate (dedicata ai Fatti di Parma)
4. Ottavo chilometro (dedicata a Wilfredo Caimmi)
5. Marenostro
6. Perché Fausto e Iaio?
7. Nino
8. Gli angeli di Novi Sad
9. Più forte della morte è l'amore (dedicata a Gabriele Moreno Locatelli)
10. Nel mio giardino
11. Mia figlia ha le ali leggere

## Componenti
- Marino Severini - voce, chitarra
- Sandro Severini - chitarra elettrica
- Marzio Del Testa - batteria, percussioni

Altri musicisti
- Charlie Cinelli - basso, contrabbasso
- Jason Crosby - pianoforte, violino, hammond organo, wurlizter electric piano
- Jono Manson - chitarra elettrica, chitarra acustica, chitarra baritona, chitarra tenore, cori, pianoforte, wurlizter electric piano
- John Egenes - mandolino, mandoloncello, banjo, pedal steel, lap steel, suggins
- Brant Leeper - Hammond organo, fisarmonica
- Garth Hudson - fisarmonica
- Eric Ambel - chitarra elettrica
- “The Round Mountain”:
  - Char Rothschild - fisarmonica, bagpipes, bombarda, tin whistle, tromba
  - Robbie Rothschild - kora
- Craig Dreyer - sax tenore
- Barry Danielian - tromba[4]
- Clark Gayton - trombone[5]
- Dave Devlin - lap steel, mandolino, chitarra tenore, mandoloncello
- Justin Bransford - contrabbasso
- Mark Clark - percussioni
- Stefano Barotti, Hillary Smith, David Berkeley - cori
- Roberto Picchio - fisarmonica
- Angela Gabriel - vibrafono
- Orchestra Pergolesi (diretta dal Maestro Stefano Campolucci)
  - Roberto Bramati, Monica Mengoni, Giulia Frisoli, Loretta Fascioli, Marco Collesi, Marco Lucesoli, Valentina Vindusca, Agnese Latini, Barbara Santoni, Melissa Cantarini, Florian Mangiapia, Giorgia Mancini, Francesca Giovanola, Giulia Santoni, Umberto Bongiovanni,
  - Violoncello: Elia Pinti,
  - Viola: Carlo Balestra,
  - Contrabbasso: Marco Del Priore,
  - Flauto: Lucia Santinelli,
  - Clarinetto: Mirko Ricci,
  - Pianoforte: Saverio Santoni.

## Videoclip
Nel febbraio 2016 viene girato il videoclip della canzone "Il mio giardino". Tra le comparse appare anche Michele Scarponi, anche lui filottranese, come i fratelli Severini